# Barbarea intermedia
Barbarea intermedia é uma espécie de planta com flor pertencente à família Brassicaceae. 
A autoridade científica da espécie é Boreau, tendo sido publicada em Flore du Centre de la France 2: 48. 1840.

## Portugal
Trata-se de uma espécie presente no território português, nomeadamente em Portugal Continental.
Em termos de naturalidade é nativa da região atrás indicada.

## Protecção
Não se encontra protegida por legislação portuguesa ou da Comunidade Europeia.